# Škoda 30,5 cm Vz. 1911
Lo Škoda 30,5 cm Mörser Vz. 1911 o 30,5 cm Belagerungsmörser fu un potente mortaio d'assedio prodotto dalla Škoda Werke di Pilsen e utilizzato soprattutto dall'Imperial regio Esercito austro-ungarico durante la prima guerra mondiale. Questo mortaio sopravvisse al primo conflitto mondiale e fu utilizzato anche durante il secondo da vari eserciti, quali il Regio Esercito, la Wehrmacht e in generale dalle Potenze dell'Asse. Secondo la nomenclatura italiana, il pezzo venne denominato 305/8, indicando con 8 la lunghezza della canna espressa in calibri.

## Produzione e sviluppo
Lo sviluppo di quest'arma iniziò nel 1906 per volontà dell'alto comando dell'esercito austro-ungarico alla ricerca di un'arma capace di perforare i grossi spessori in calcestruzzo delle fortezze belghe e italiane. L'appalto per la progettazione e la costruzione fu affidato alla Škoda-Werke di Plzeň. Il lavoro per lo sviluppo continuò fino al 1909, il primo prototipo fu terminato nel 1910 con le prime prove di fuoco svolte segretamente in Ungheria.
Per alcuni problemi tecnici, il pezzo fu riaggiornato e modificato nel 1911: test svolti a Felixdorf, nelle montagne del Tirolo, accertarono che i proietti da 384 kg dell'obice riuscirono a penetrare oltre 2 metri di cemento armato grazie al guscio speciale di cui erano dotati. Successivamente Moritz von Auffenberg, il ministro della guerra, fece un primo ordine di 24 delle nuove armi.

## Descrizione

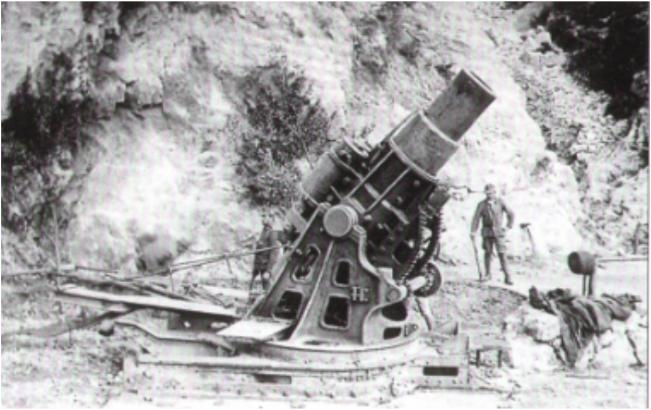
Mortaio Škoda da 305mm che distrusse il Forte Verena ed il Forte Campolongo.

Per il trasporto del mortaio fu necessaria la divisione dello stesso in due parti, affusto e canna, trasportabili da un trattore stradale Austro-Daimler Artilleriezugwagen M.12 con 100 cavalli di potenza che oltre a trainare l'obice, trasportava anche dai 15 ai 18 serventi. Il tutto poteva essere montato e preparato al fuoco in circa 50 minuti.
Il mortaio poteva sparare due tipi di proietto, uno con armatura pesante con spoletta ad azione ritardata dal peso di 384 kg, e un secondo proietto da 287 kg a scoppio convenzionale. Quest'ultimo era capace di provocare un cratere di 8 metri di larghezza per 8 di profondità, e l'uccisione di fanteria nemica nel raggio di circa 400 metri.
Nel 1916, l'M.11 fu aggiornato nella nuova versione M.11/16 dove la differenza principale fu soprattutto nella piattaforma di tiro ora in grado di ruotare di 360 gradi e nell'aumento della gittata a 12.300 metri dato dall'aumento della lunghezza della canna

## Storia operativa

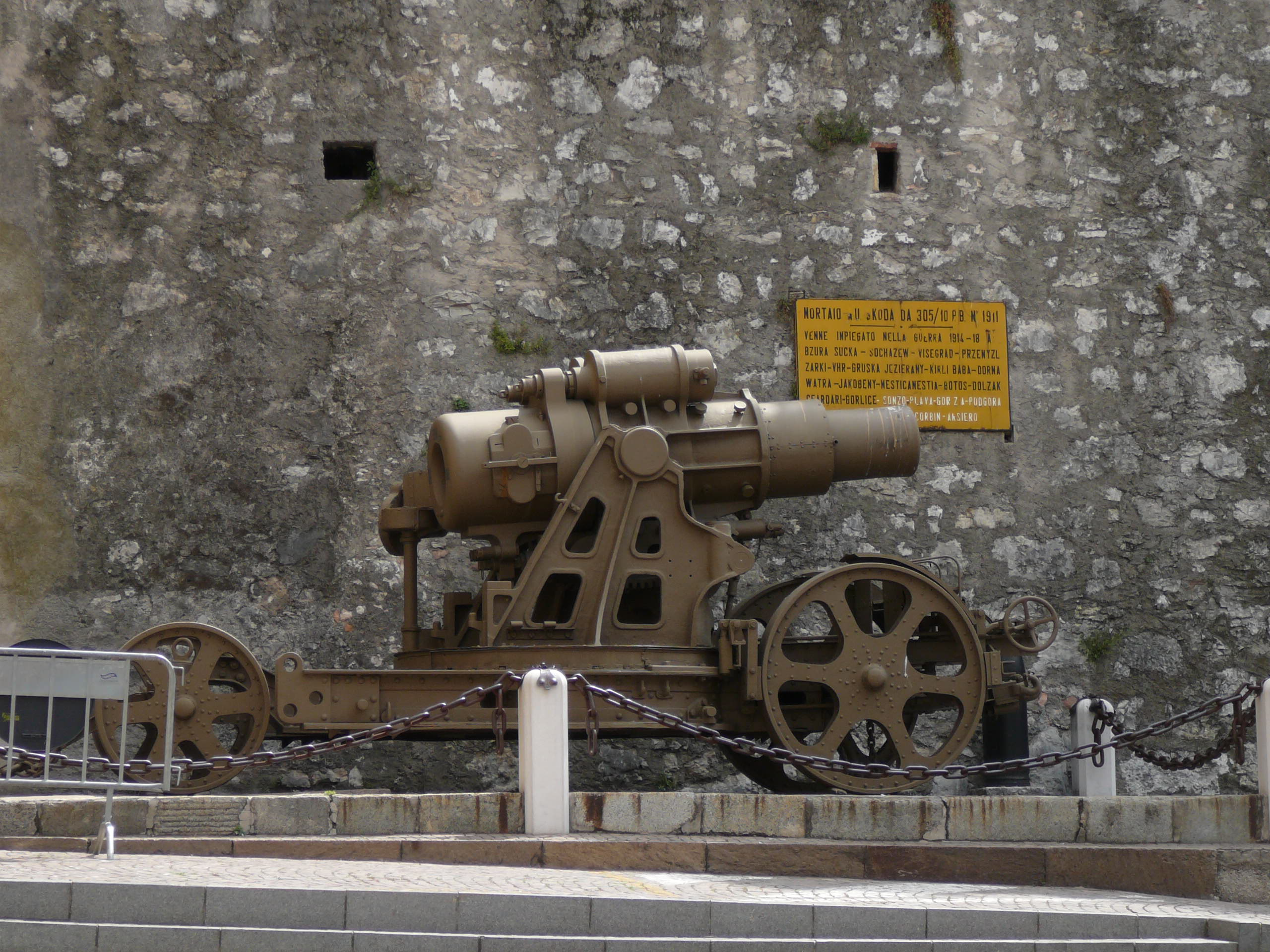
Modello di Škoda 30,5 esposto al di fuori del Museo storico italiano della guerra di Rovereto (TN)

Ben otto mortai furono dati in prestito all'esercito tedesco dove furono inizialmente utilizzati sul fronte occidentale nel primo periodo di guerra. Questi furono utilizzati spesso in concomitanza con i gigantenschi 42 cm Type M-Gerät 14 o Grande Berta per distruggere le fortezze belghe intorno a Liegi, Namur e Anversa (Forti Koningshooikt, Kessel e Broechem). L'arma fu però largamente utilizzata anche sul fronte orientale, italiano (lungo la linea del fiume Piave) e serbo fino alla fine del conflitto.
Nel 1915 10 mortai furono utilizzati durante l'invasione austro-ungarico-tedesca della Serbia, guidata dal generale tedesco August von Mackensen.
Nel periodo tra le guerre mondiali, un gran numero di mortai erano in servizio in Jugoslavia (4 M.11 e 6 M.11/16), Romania, Regno d'Italia (23 M.11, 16 e M.11/16), Cecoslovacchia (17 M.11/16) e Ungheria (3 M.11 e 2 M.11/16).
Nel 1939 la Germania sequestrò 17 pezzi tutti provenienti dalla Cecoslovacchia, inoltre venne riparato il mortaio del Museo dell'Arsenale di Vienna e ridenominati 30,5 cm Mörser (t). Nel 1941 le armate tedesche presero altri 5 mortai, ottenuti dopo la sconfitta della Jugoslavia e le mise in servizio come 30,5 cm Mörser 638 (j). Questi obici presero servizio contro la Polonia, la Francia e l'Unione Sovietica nella seconda guerra mondiale dove servirono con gli schwere Artillerie-Abteilungen (battaglioni di artiglieria pesante) 624, 641 e 815, e in due batterie di artiglieria pesante statica (schwere Artillerie-Batterie (bodenstandig) 230 e 779).
Almeno un M.11 fu sequestrato alla Jugoslavia prestò servizio nella difesa costiera dell'Adriatico come 30,5 cm Mörser 639 (j).
Oggi solo quattro di questi mortai sopravvivono, il primo M.11 è a Rovereto, Italia (Museo storico italiano della guerra), il secondo M.11 è al Museo Militare di Belgrado e un terzo M. 11 è a Bucarest, in Romania, insieme con l'unico M.16 superstite. Nel 2015 si legge sul Corriere della Sera che presso il castello Sforzesco di Milano ne era esposto un altro esemplare, ma questo è andato perduto negli anni.